# Вихрь (противотанковый ракетный комплекс)
«Вихрь» (индекс ГРАУ: 9К121, по классификации НАТО: AT-16 Scallion — «зелёный лук») — противотанковый ракетный комплекс, разработанный для вооружения штурмовиков Су-25Т, Су-39, вертолётов Ка-50, Ка-52, а также катеров и малых патрульных кораблей.
ПТУР предназначена для поражения бронированной техники, в том числе оснащённой динамической защитой, а также малоскоростных (со скоростью до 800 км/ч) воздушных целей.

## История создания
Разработка комплекса начата в 1980 году в Тульском КБ Приборостроения (НПО «Точность»), главный конструктор — А. Г. Шипунов. Принят на вооружение в 1985 году. Ракета не производилась серийно. Модификация Вихрь-М испытания прошла и производится серийно.

## Состав
В состав комплекса входит сверхзвуковая ракета 9М127, управляемая по лучу лазера, пусковая установка АПУ-8 или АПУ-6, аппаратура системы наведения и управления полётом ракеты И-251 Шквал.

## Ракета
Ракета 9М127 выполнена по аэродинамической схеме «Утка» со складным крылом. Сверхзвуковая скорость полёта ракеты предусмотрена для снижения времени нахождения вертолёта или самолёта в зоне воздействия средств ПВО и соответственно повышения его живучести.

## Модификации
- 9К121 Вихрь — в состав комплекса входит ракета 9М127 Вихрь
- 9К121М Вихрь-М — в состав комплекса входит ракета 9М127-1 Вихрь-1

## Тактико-технические характеристики

### Основные характеристики комплекса
- Максимальная дальность стрельбы:
  - Днём: 10 км
  - Ночью: 5 (6) км
- Высота пуска: 5 — 4 000[5] м
- Время полета:
  - На максимальную дальность: 28 с
  - На дальность 8 000 м: 23 с
  - На дальность 6 000 м: 14 с
- Средняя скорость полета: 600 м/с
- Температура применения: от −50 °C до +50 °C

### Ракета
- Допустимые типы ракет: 9А4172
- Массо-габаритные характеристики:
  - Ракеты:
    - Длина: 2,75 м
    - Диаметр корпуса (max): 0,13 м
    - Размах:
      - Крыла: 0,24 м
      - Стабилизаторов: 0,38 м

    - Вес: 45 кг

  - ТПК:
    - Длина: 2,8 м
    - Диаметр: 0,14 м
    - Вес: 59 кг
- Боевая часть:
  - Тип: тандемная кумулятивно-осколочная
  - Вес:
    - Боевой части: 8-12 кг
    - Взрывчатого вещества: 4-5,5 кг

  - Взрыватель: контактный и неконтактный (2,5-3 м)

### Управление и наведение комплекса
- Допустимые типы управления: И-251 «Шквал»
- Тип наведения: лазерное
- Каналы управления
  - Дневной: телевизионный
  - Ночной: низкоуровневый телевизионный
- Сопровождение цели: автоматическое

### Пусковая установка
- Допустимые типы: АПУ-8 / АПУ-6
- Носители: Су-25Т/39 / Ка-50/52 Ми-28
- Число ракет на ПУ: 8 / 6
- Массо-габаритные характеристики:
  - Длина: 1,524 м
  - Ширина: 0,72 м
  - Высота: 0,436 м
  - Вес: 60 кг (пустой)
- Угол наведения в вертикальной плоскости: 10°

## Критика
При движении ракеты к цели необходимо, чтобы хотя бы на конечном этапе траектории, луч лазера был направлен прямо на цель. Облучение цели может позволить противнику использовать средства защиты. Например, на  танке «Тип 99» установлено ослепляющее лазерное оружие. Оно определяет направление излучения, и посылает в его сторону мощный световой импульс, способный ослепить систему наведения и/или пилота.
По этой же причине, в ходе вторжения России на Украину, украинские войска смогли сбить несколько Ка-52 с противотанкового комплекса «Стугна», когда вертолеты Ка-52 зависали почти неподвижно, пытаясь идентифицировать и навести свои ракеты ПТРК «Вихрь» на цели рядом с линией фронта.

## Поставки
- Россия — в 2013 заключен договор с концерном «Калашников» на сумму 13 млрд руб на производство «Вихрь-1» для МО РФ до 2015 года[7] (326 ракет не поставил Кировский завод «Маяк», 1972 ракеты должен был поставить концерн Калашников[8]).[9].[10] В конце 2015 года начались поставки ракет, в первую очередь комплексом будут оснащаться вертолеты Ка-52[11]. В начале апреля 2016 года СМИ сообщили о выполнении концерном «Калашников» госконтракта на поставку ракет «Вихрь-1» стоимостью 13 миллиардов рублей[12].

Производство управляемых ракет «Вихрь» является крупнейшим экспортным и внутренним направлением в производственной деятельности концерна «Калашников» в 2016 году. В апреле 2016 года гендиректор концерна Алексей Криворучко объявил о подписании двухлетнего контракта на поставку «Вихрей» для неназванного инозаказчика. Параллельно с этим был подписан и новый трехлетний контракт с Минобороны на продолжение производства этих ракет (предыдущий, на 13 миллиардов рублей, был завершен к началу 2016 года). Для его выполнения завод увеличил штат на 30 % и перешел на работу с января 2017 в три смены

## Применение
ПТУР «Вихрь-1М» успешно применялся с вертолётов Ка-52 в мае 2017 года юго-восточнее Пальмиры.